# スティーヴン・ヴィトーリア
スティーヴン・デ・ソウザ・ヴィトーリア（Steven de Sousa Vitória，1987年1月11日 - ）は、カナダのトロント出身のプロサッカー選手。ポジションはDF。GDシャヴェス所属。カナダ代表。

## 経歴

### ポルトガル代表
年代別のポルトガル代表として、UEFA U-19欧州選手権2006や2007 FIFA U-20ワールドカップに出場している。

### カナダ代表
2016年1月、2月5日のアメリカ代表との親善試合でカナダ代表からの招集を受け、代表デビューを果たした。
2017 CONCACAFゴールドカップと2021 CONCACAFゴールドカップでカナダ代表として選ばれ、2021年大会ではキャプテンを務めた。
2022年11月、2022 FIFAワールドカップの代表メンバーに選ばれた。

## 人物
カナダのオンタリオ州トロントでアゾレス諸島出身のポルトガル人移民の子として生まれた。

## 代表歴

### 出場大会
- カナダ代表
  - 2022 FIFAワールドカップ

### 試合数
- 国際Aマッチ 46試合 5得点（2016年-）[10]

| カナダ代表 | 国際Aマッチ | 国際Aマッチ |
| 年         | 出場        | 得点        |
| ---------- | ----------- | ----------- |
| 2016       | 5           | 1           |
| 2017       | 5           | 0           |
| 2018       | 0           | 0           |
| 2019       | 4           | 1           |
| 2020       | 0           | 0           |
| 2021       | 14          | 0           |
| 2022       | 10          | 2           |
| 2023       | 8           | 1           |
| 通算       | 46          | 5           |